# Fabrica de vin a familiei Mimi
Fabrica de vin a familiei Mimi (mai nou, odată cu reconstrucția, este denumit și Castel Mimi) este un monument de arhitectură de importanță locală din satul Bulboaca (raionul Anenii Noi), Republica Moldova, construit spre sfârșitul secolului al XIX-lea.

## Istorie
Cele două clădiri ale ansamblului sunt amplasate în forma literei „L”. Prima a fost construită în perioada 1893-1901 de către renumitul vinificator și politician Constantin Mimi. A fost unul dintre primele edificii din beton armat din această zonă. În anii 1940 moștenitorii lui Constantin Mimi au plecat din Basarabia, o parte a familiei – în România, alta – în Statele Unite. A doua clădire a fost construită în perioada 1940-1950, după procesul de naționalizare, în stilul castelurilor franceze (chateau), un stil arhitectural clasic.

## Restaurare
În anul 2011 proprietarii actuali ai complexului de clădiri, familia Trofim, au început renovarea ansamblului arhitectural, care urma să devină un punct de atracție pentru turiști. Lucrările de renovare, la care a contribuit designerul italian Arnaldo Tranti, s-au încheiat în toamna anului 2016. Odată cu efectuarea reconstrucției, conacul a căpătat și denumirea de „Castelul Mimi”, în cinstea fondatorului său.
Noul „Complex turistic Castelul Mimi” cuprinde un muzeu, o galerie de artă pentru tinerii artiști, o sală de conferințe, un hotel, SPA, un restaurant, câteva ateliere de creație, atât de arte populare, cât și pentru gătit, precum și săli pentru evenimente. În castel au fost amenajate patru săli mari pentru 100-120 de persoane, două săli de degustări și 6 hale în beci.

## Galerie

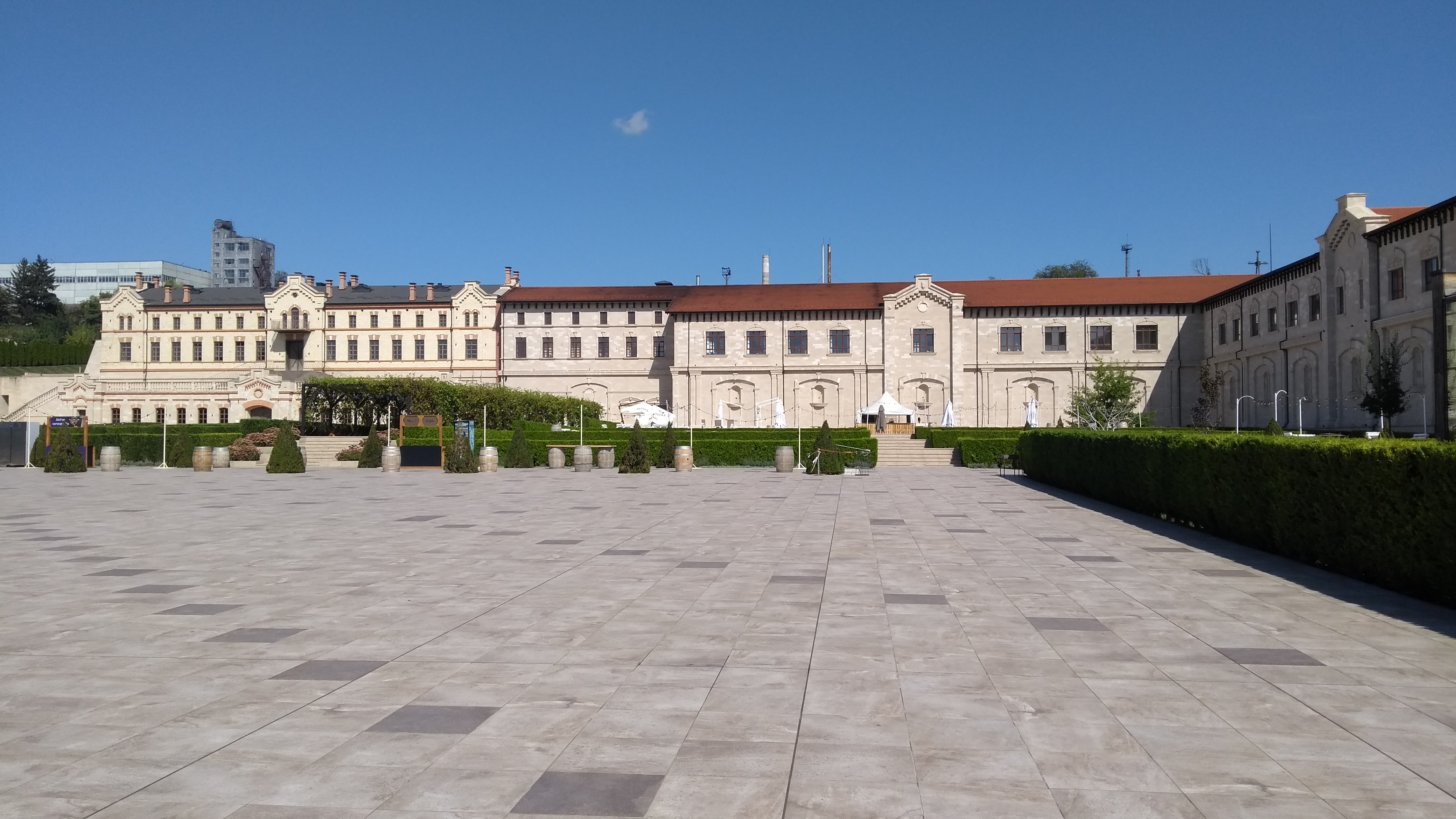
Vedere generală a ansamblului arhitectural
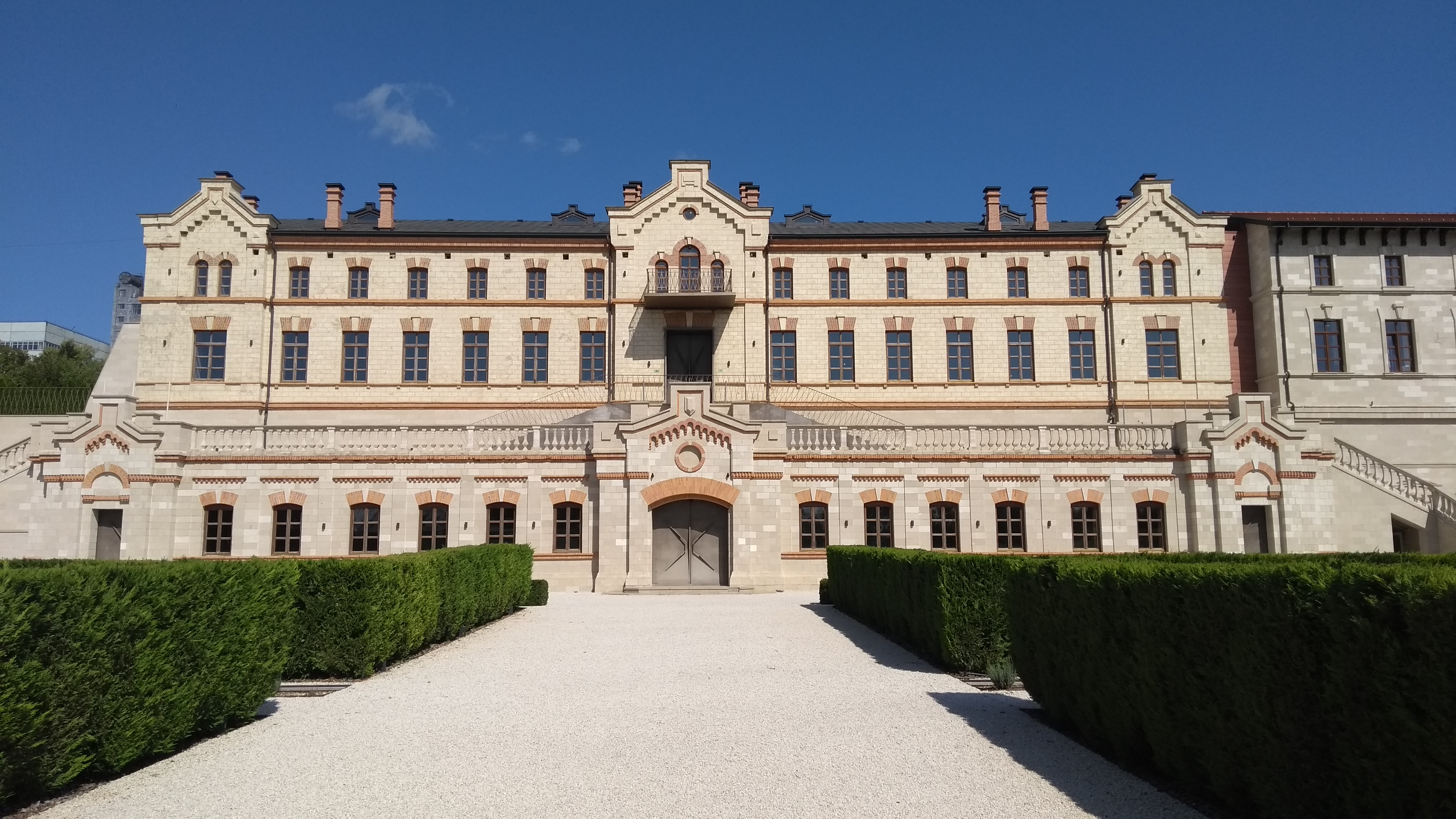
Fațada
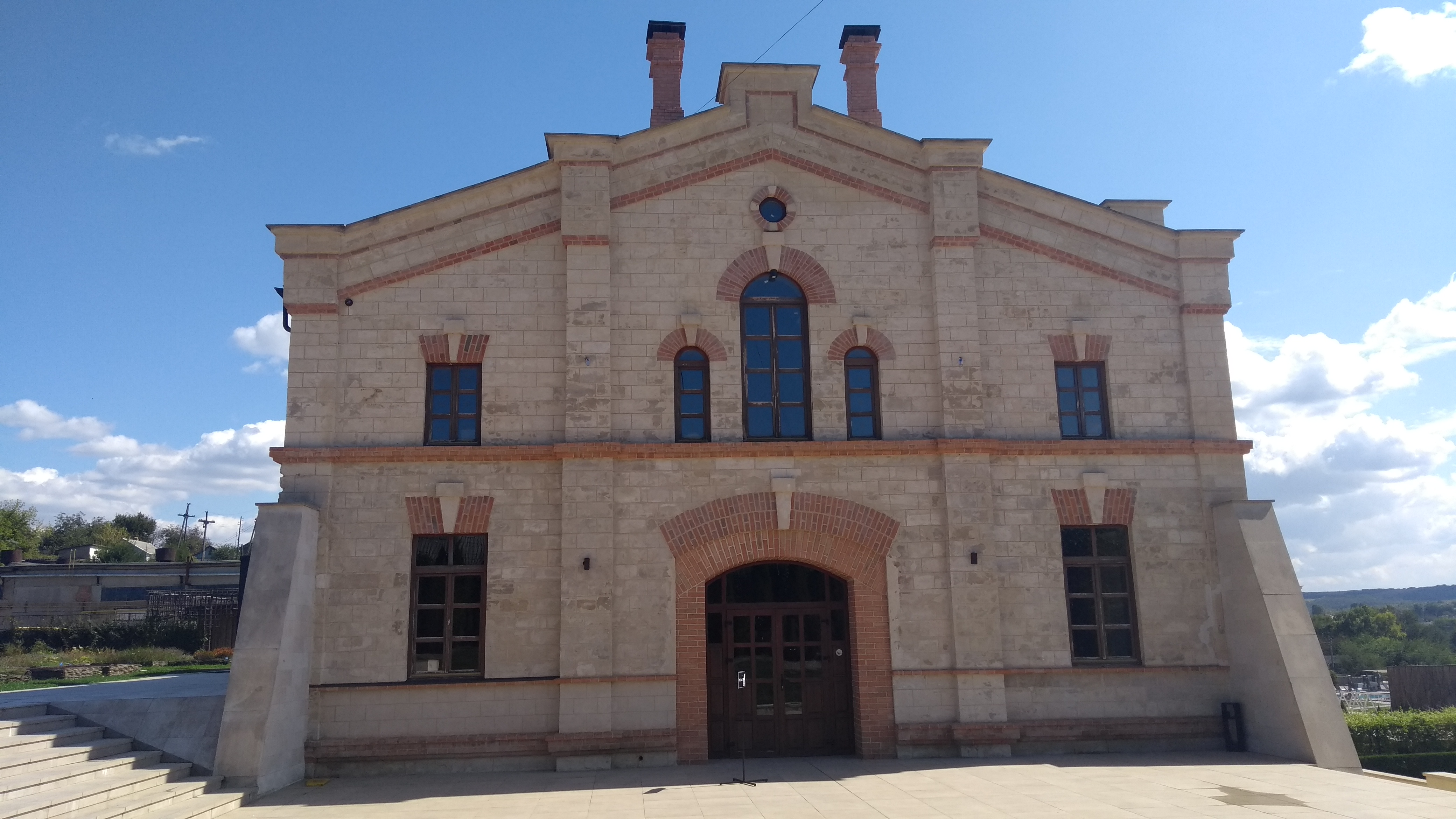
Vedere laterală
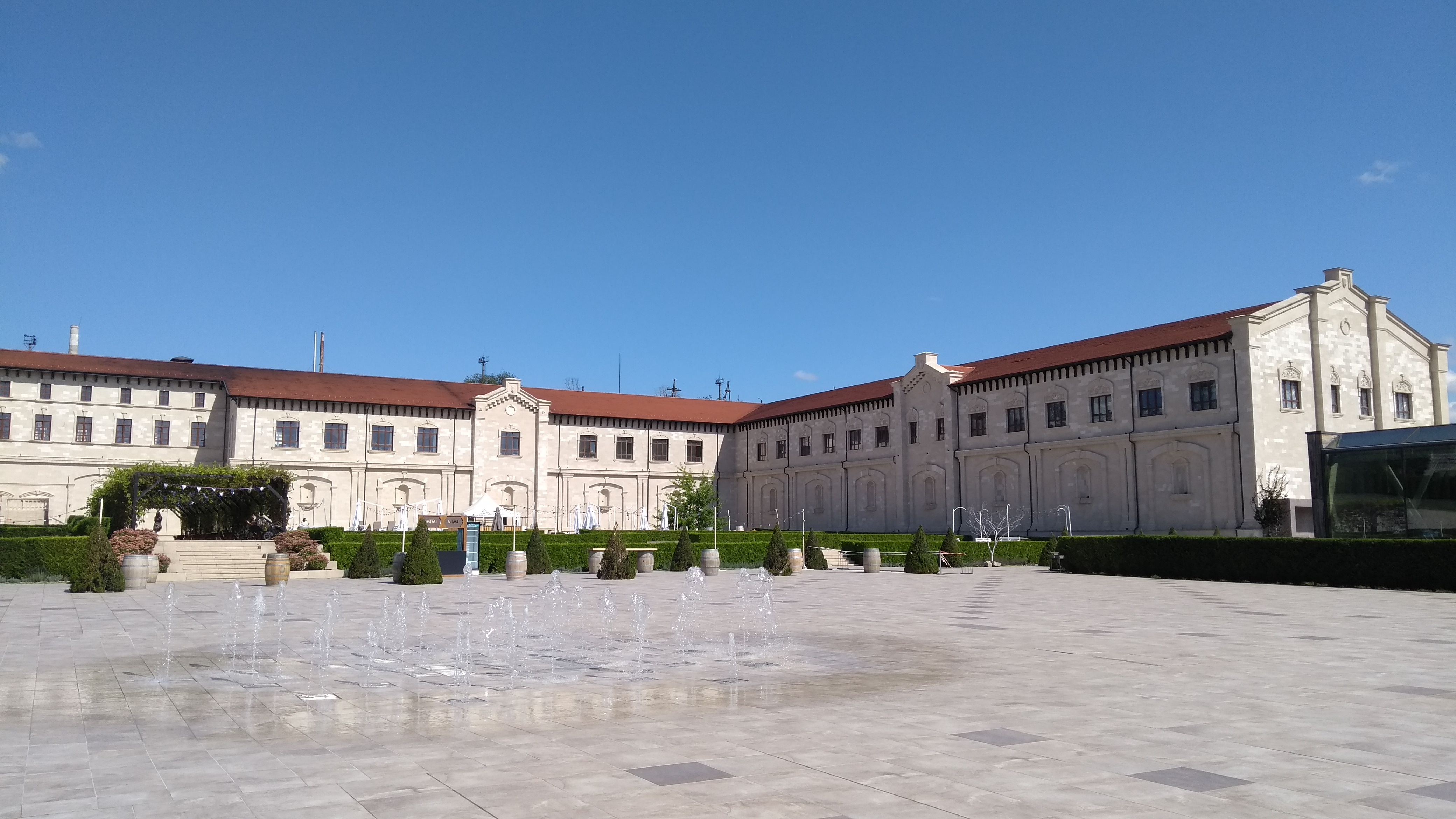
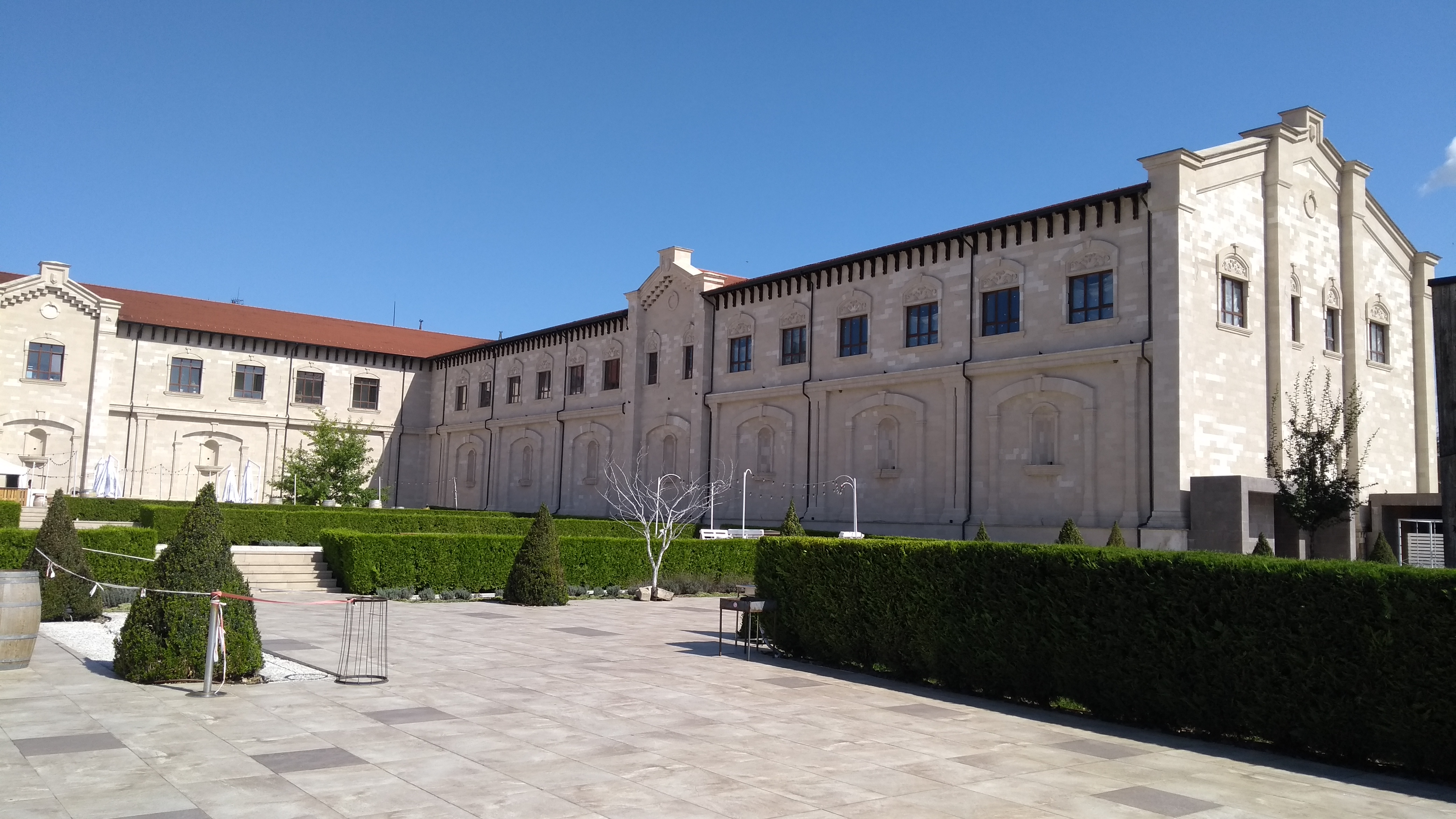